# Новомосковское сельское поселение
Новомоско́вское се́льское поселе́ние  — упразднённое в 2014 году муниципальное образование в составе Гурьевского района Калининградской области. Административный центр — посёлок Шоссейное.

## География
Площадь поселения 3522 га. Население — 5233 человека. По территории поселения протекает река Прохладная.

## История
17 июня 1947 года в Ладушкинском районе был образован Ушаковский сельский Совет депутатов трудящихся. В связи с укрупнением районов Калининградской области и ликвидацией Ладушкинского района 12 декабря 1962 года Ушаковский сельсовет включен в состав Багратионовского района. 17 августа 1964 года Ушаковский сельсовет был передан из Багратионовского района в Гурьевский район. 12 января 1965 года Ушаковский сельсовет переименован в Ново-Московский с центром в поселке Шоссейное.
30 июня 2008 года в соответствии с законом Калининградской области № 254 образовано Новомосковское сельское поселение, в которое вошла территория Ново-Московского сельского округа.
Законом Калининградской области от 29 мая 2013 года № 229, 1 января 2014 года все муниципальные образования Гурьевского муниципального района — Гурьевское городское поселение, Большеисаковское, Добринское, Кутузовское, Луговское, Низовское, Новомосковское и Храбровское сельские поселения — были преобразованы в Гурьевский городской округ.

## Население
| 2002 | 2010  | 2011  | 2012  | 2013  |
| ---- | ----- | ----- | ----- | ----- |
| 5113 | ↗5844 | ↘5233 | ↗5963 | ↗6128 |

## Состав сельского поселения
В состав сельского поселения входят 18 населённых пунктов
- Бугрино (посёлок) — 6[7]
- Вороново (посёлок) — 65[7]
- Голубево (посёлок) — 3739[9]
- Дорожное (посёлок) — 21[7]
- Дружный (посёлок) — 510[7]
- Ласкино (посёлок) — 280[7]
- Лесное (посёлок) — 301[7]
- Лужки (посёлок) — 13[7]
- Малое Лесное (посёлок) — 114[7]
- Ново-Дорожный (посёлок) — 310[7]
- Новое Лесное (посёлок) — 117[7]
- Поддубное (посёлок) — 166[7]
- Полевое (посёлок) — 99[7]
- Светлое (посёлок) — 198[7]
- Ушаково (посёлок) — 812[7]
- Цветково (посёлок) — 109[7]
- Шоссейное (посёлок, административный центр) — 1155[7]
- Яблоневка (посёлок) — 464[7]

## Достопримечательности
- Развалины замка «Бранденбург» (1266 года) в Ушаково (из-за отсутствия охраны бесконтрольно разбирается местными жителями на кирпич)[10]
- Бранденбургская кирха в Ушаково
- Пёршкенская кирха в посёлке Новомосковское
- Братские захоронения советских воинов, погибших в январе 1945 года в Ушаково, Цветково, Полевое, Поддубное, на станции Голубево
- Памятник погибшим в годы Первой мировой войны в посёлке Полевое
- В Цветково расположено калининградское городское кладбище[11]